# Kajakarstwo na Letnich Igrzyskach Olimpijskich 2012 – K-2 200 m mężczyzn
K-2 200 metrów mężczyzn to jedna z konkurencji w kajakarstwie klasycznym rozgrywanych podczas Letnich Igrzysk Olimpijskich 2012. Kajakarze rywalizowali między 10 a 11 sierpnia na torze Dorney Lake.

## Rekordy
|               | Reprezentacja | Czas   | Data             | Miejsce |
| ------------- | ------------- | ------ | ---------------- | ------- |
| Rekord świata | Francja       | 31.532 | 21 sierpnia 2010 | Poznań  |

## Terminarz
| Data             | Godzina |            |
| ---------------- | ------- | ---------- |
| 10 sierpnia 2012 | 10:47   | Eliminacje |
| 10 sierpnia 2012 | 12:12   | Półfinały  |
| 11 sierpnia 2012 | 10:41   | Finały     |

## Wyniki

### Eliminacje
Pięć najlepszych osad z każdego biegu awansuje do półfinałów. Pozostałe załogi automatycznie zostają zakwalifikowane do finału B. 
Wyniki:
Bieg 1
| Pozycja | Tor | Zawodnicy                              | Państwo    | Czas   | Uwagi |
| ------- | --- | -------------------------------------- | ---------- | ------ | ----- |
| 1       | 7   | Jurij Postrigaj Aleksandr Djaczenko    | Rosja      | 32.321 | Q     |
| 2       | 6   | Ronald Rauhe Jonas Ems                 | Niemcy     | 32.905 | Q     |
| 3       | 5   | Arnaud Hybois Sébastien Jouve          | Francja    | 32.933 | Q     |
| 4       | 3   | Ryan Cochrane Hugues Fournel           | Kanada     | 33.407 | Q     |
| 5       | 4   | Ionuț Mitrea Bogdan Mada               | Rumunia    | 33.978 | Q     |
| 6       | 8   | Aleksej Diergunow Jewgienij Aleksiejew | Kazachstan | 34.254 |       |
|         | 2   | Fernando Pimenta Emanuel Silva         | Portugalia | DNS    |       |

Bieg 2
| Pozycja | Tor | Zawodnicy                               | Państwo         | Czas   | Uwagi |
| ------- | --- | --------------------------------------- | --------------- | ------ | ----- |
| 1       | 4   | Raman Piatruszenka Wadzim Machnieu      | Białoruś        | 33.129 | Q     |
| 2       | 5   | Liam Heath Jon Schofield                | Wielka Brytania | 33.364 | Q     |
| 3       | 3   | Miguel Correa Rubén Voisard             | Argentyna       | 33.623 | Q     |
| 4       | 7   | Stephen Bird Jesse Phillips             | Australia       | 34.120 | Q     |
| 5       | 6   | Krists Straume Aleksejs Rumjancevs      | Łotwa           | 34.447 | Q     |
| 6       | 2   | Momotaro Matsushita Hiroki Watanabe     | Japonia         | 34.669 |       |
| 7       | 8   | Olivier Cauwenbergh Laurens Pannecoucke | Belgia          | 35.297 |       |

### Półfinały
Cztery najlepsze osady z każdego biegu awansują do finału. Pozostałe załogi automatycznie zostają zakwalifikowane do finału B. 
Wyniki:
Półfinał 1
| Pozycja | Tor | Zawodnicy                           | Państwo         | Czas   | Uwagi |
| ------- | --- | ----------------------------------- | --------------- | ------ | ----- |
| 1       | 5   | Jurij Postrigaj Aleksandr Djaczenko | Rosja           | 32.051 | Q     |
| 2       | 4   | Liam Heath Jon Schofield            | Wielka Brytania | 32.940 | Q     |
| 3       | 6   | Miguel Correa Rubén Voisard         | Argentyna       | 33.105 | Q     |
| 4       | 3   | Ryan Cochrane Hugues Fournel        | Kanada          | 33.500 | Q     |
| 5       | 7   | Ionuț Mitrea Bogdan Mada            | Rumunia         | 34.253 |       |

Półfinał 2
| Pozycja | Tor | Zawodnicy                          | Państwo   | Czas   | Uwagi |
| ------- | --- | ---------------------------------- | --------- | ------ | ----- |
| 1       | 5   | Raman Piatruszenka Wadzim Machnieu | Białoruś  | 32.641 | Q     |
| 2       | 4   | Ronald Rauhe Jonas Ems             | Niemcy    | 32.662 | Q     |
| 3       | 6   | Arnaud Hybois Sébastien Jouve      | Francja   | 32.668 | Q     |
| 4       | 3   | Stephen Bird Jesse Phillips        | Australia | 34.071 | Q     |
| 5       | 7   | Krists Straume Aleksejs Rumjancevs | Łotwa     | 34.140 |       |

### Finały
Wyniki:

#### Finał B
| Pozycja | Tor | Zawodnicy                               | Państwo    | Czas   |
| ------- | --- | --------------------------------------- | ---------- | ------ |
| 1       | 3   | Aleksej Diergunow Jewgienij Aleksiejew  | Kazachstan | 35.494 |
| 2       | 6   | Momotaro Matsushita Hiroki Watanabe     | Japonia    | 35.739 |
| 3       | 4   | Krists Straume Aleksejs Rumjancevs      | Łotwa      | 36.110 |
| 4       | 2   | Olivier Cauwenbergh Laurens Pannecoucke | Belgia     | 36.336 |
| 5       | 5   | Ionuț Mitrea Bogdan Mada                | Rumunia    | 46.495 |

#### Finał A
| Pozycja | Tor | Zawodnicy                           | Państwo         | Czas   |
| ------- | --- | ----------------------------------- | --------------- | ------ |
| złoto   | 5   | Jurij Postrigaj Aleksandr Djaczenko | Rosja           | 33.507 |
| srebro  | 4   | Raman Piatruszenka Wadzim Machnieu  | Białoruś        | 34.266 |
| brąz    | 3   | Liam Heath Jon Schofield            | Wielka Brytania | 34.421 |
| 4       | 2   | Arnaud Hybois Sébastien Jouve       | Francja         | 35.012 |
| 5       | 7   | Miguel Correa Rubén Voisard         | Argentyna       | 35.271 |
| 6       | 8   | Stephen Bird Jesse Phillips         | Australia       | 35.315 |
| 7       | 1   | Ryan Cochrane Hugues Fournel        | Kanada          | 35.396 |
| 8       | 6   | Ronald Rauhe Jonas Ems              | Niemcy          | 35.405 |